# 부산신항국제터미널
부산신항국제터미널(釜山新港國際터미널, Pusan Newport International Terminal, PNIT)은 PSA와 한진그룹이 6:4 로 투자하여 2009년 설립한 주식회사로, 부산신항 컨테이너 전용 부두 3선석을 운영하고 있다.

## 시설
- 안벽: 3 선석, 길이 1.2 km
- 면적 : 840,000 제곱미터
- 최대장치능력: 62,682 TEU

## 장비
- 안벽 크레인: 12 대
- 야드 크레인: 42 대

## 같이 보기
- 부산항만공사